# 1957 en sociologie
| Années de la sociologie : 1954 - 1955 - 1956 - 1957 - 1958 - 1959 - 1960    |
| Décennies de la sociologie : 1920 - 1930 - 1940 - 1950 - 1960 - 1970 - 1980 |

Cet article présente les événements de l'année 1957 dans le domaine de la sociologie. 

## Publications

### Livres
- Raymond Aron, Espoir et peur du siècle
- Raymond Aron, La Tragédie algérienne